# Jean-Baptiste Vuillaume
Jean-Baptiste Vuillaume (Mirecourt, 7 ottobre 1798 – Parigi, 19 marzo 1875) è stato un liutaio francese.

## Biografia
Nato in una famiglia di liutai, suo nonno era stato apprendista da Stradivari. Lavorò nel negozio paterno a Mirecourt in Francia fino all'età di 19 anni, quando decise di trasferirsi a Parigi, dove lavorò anche per Francois Chanot. Prese ispirazione dal liutaio Gasparo Duiffopruggar.
Nel 1821 conobbe il lavoro di Simon Lété, figliastro di François-Louis Pique. Divenne suo socio e nel 1825 fondarono un negozio col nome di Lété et Vuillaume. I suoi primi lavori sono datati al 1823.
Nel 1827 Vuillaume nota che molti violinisti vogliono strumenti che seguano lo stile dell'alta liuteria italiana del XVII e XVIII secolo. Vuillame iniziò quindi a copiare questi strumenti, era così bravo nel copiare che sarebbe stato difficile notare le differenze fra i suoi strumenti e quelli dei maestri italiani. Per un certo periodo indusse i clienti a credere che stesse realmente vendendo violini italiani, ma alla fine pose termine a questa pratica.
Nel 1827, Vuillaume vinse una medaglia d'argento ad un'esposizione a Parigi. Quest'esperienza lo aiutò ad organizzare il suo esercizio commerciale, già l'anno successivo, il 1828.
Quasi subito il suo negozio divenne la più importante liuteria di Parigi. In vent'anni si affermò tra i migliori liutai europei. Gli strumenti di Vuillaume vinsero una medaglia d'oro alle Esposizioni Universali di Parigi del 1844 e 1855.
Nel 1851 ricevette l'onorificenza della Legion d'Onore.
Grazie alla fama di Vuillaume, anche come restauratore, passarono per il suo negozio strumenti di liutai classici come Antonio Stradivari e Giuseppe Guarneri del Gesù. Vuillaume li esaminò attentamente e fece copie di ognuno di essi. I suoi violini preferiti divennero il "Messia" di Stradivari ed il "Cannone" di Guarneri che appartenne a Niccolò Paganini. Quando Paganini confrontava il suo strumento con la copia non li riconosceva se separatamente, ma diceva di poter sentire fini differenze di suono tra gli strumenti.
Vuillaume aveva visto molti tipi di strumenti e archetti. Usò l'ispirazione ricevuta per inventare la viola contralto a 5 corde, altri strumenti e rimedi di tipo tecnico.
Nestor Audinot, allievo di Sébastien Vuillaume, nipote dello stesso Jean-Baptiste, gli succedette nell'attività dal 1875, anno della sua morte.

## Strumenti
In tutto Vuillaume ha realizzato più di 3000 strumenti. Suoi strumenti sono stati suonati dai migliori musicisti del mondo, tra cui:
- Camillo Sivori (1815-1894), suonò una copia, creata da Vuillaume, del "Cannone" (donatagli da Paganini stesso).
- Ole Bull (1810-1880)
- Henri Vieuxtemps (1820-1881)
- Joseph Joachim (1831-1907)
- Eugène Ysaÿe (1858-1931)
- Josef Suk (1874–1935)
- Jacques Thibaud (1880-1953)
- Fritz Kreisler (1875-1962)
- Isaac Stern (1920-2001)
- Joseph Hassid (1926-1950)
- Ruggero Ricci (1918-2012)
- Charlie Haden (1937-2014)
- Michael Jelden (1971)
- André Rieu (1949)
- Giovanni Radivo (1969)
- Manrico Padovani (1973)
- Hilary Hahn (1979)
- Myvanwy Ella Penny (1984)
- Ingolf Turban (1964)
- Vilde Frang (1986)
- Serge Zimmerman (1991)

Un violino realizzato da Jean Baptiste Vuillaume, copia del Messia di Stradivari, realizzato a Parigi nel 1860:
- Tavola armonica, su tarisio.com. URL consultato il 5 aprile 2007 (archiviato dall'url originale il 27 gennaio 2008).
- Fondo, su tarisio.com. URL consultato il 5 aprile 2007 (archiviato dall'url originale il 27 gennaio 2008).
- Riccio, su tarisio.com. URL consultato il 5 aprile 2007 (archiviato dall'url originale il 27 gennaio 2008).